# 谷田绢子
谷田绢子（1939年9月18日—2020年12月4日），大阪府出身，是一名日本前排球运动员。她在1964年夏季奥林匹克运动会中，参加了女子排球比赛并获得金牌。她也参加了1960年和1962年世界女子排球锦标赛。
谷田绢子于2020年12月4日病逝，享年81岁。